# قائمة مدن الأرجنتين
هذه قائمة المدن في الأرجنتين. للحصول على قائمة أكثر شمولا من المدن في مقاطعة معينة، راجع المقال الرئيسي، مرتبطة في كل قسم.

## المدن الكبرى

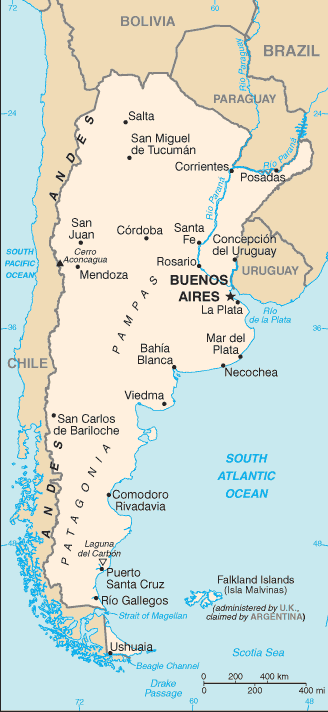
خريطة الأرجنتين

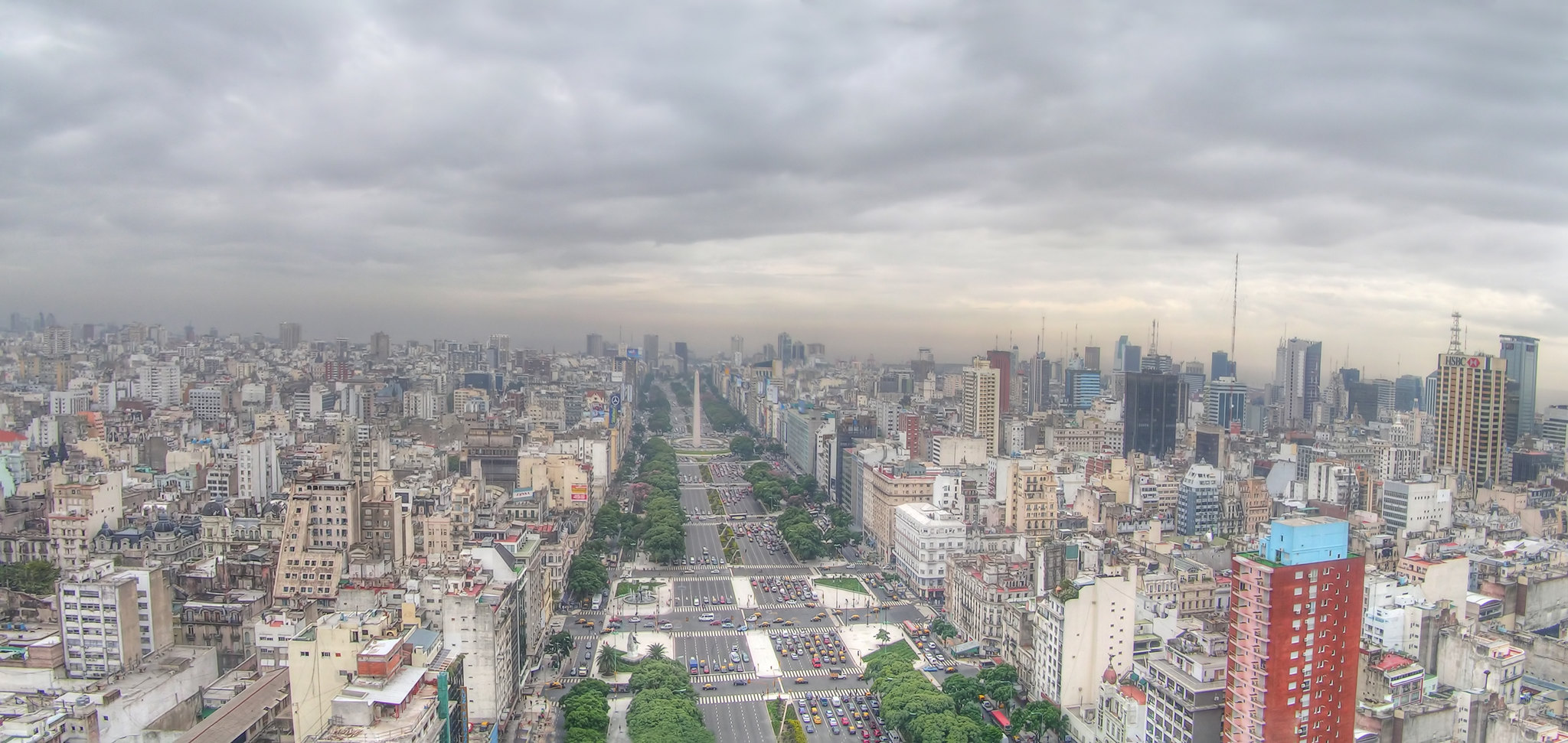
بوينس آيرس, عاصمة الأرجنتين

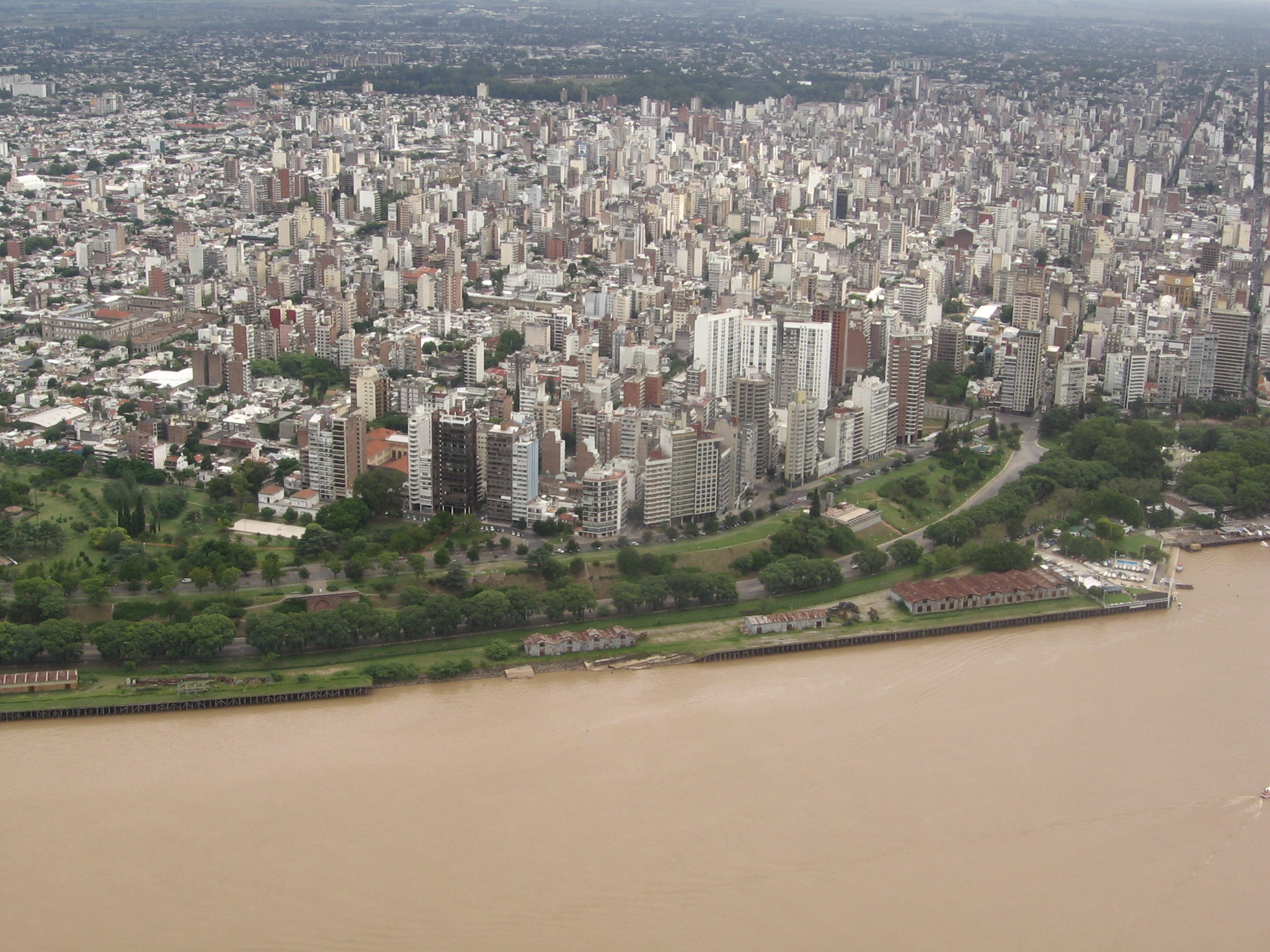
روساريو

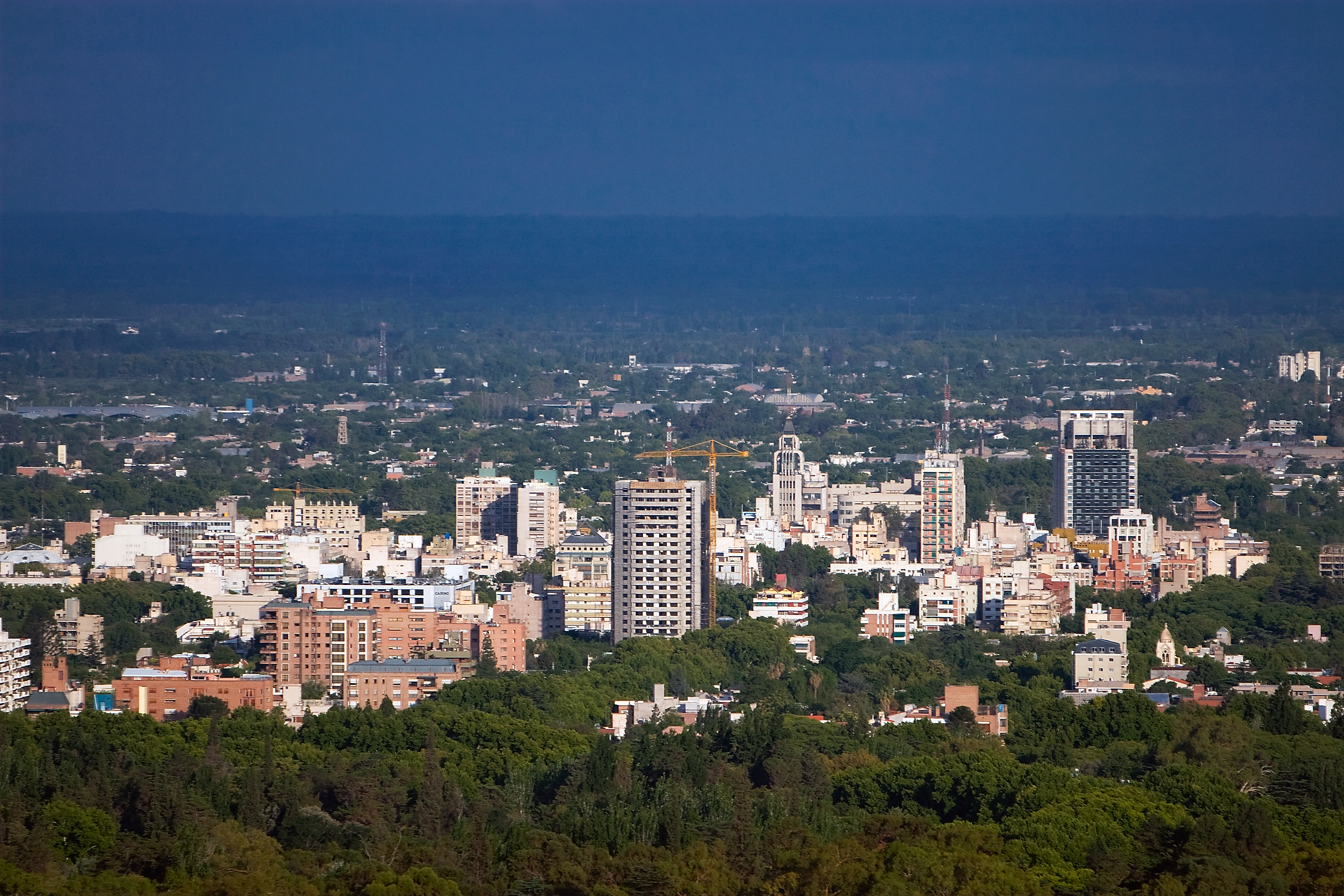
مندوزا (الأرجنتين)

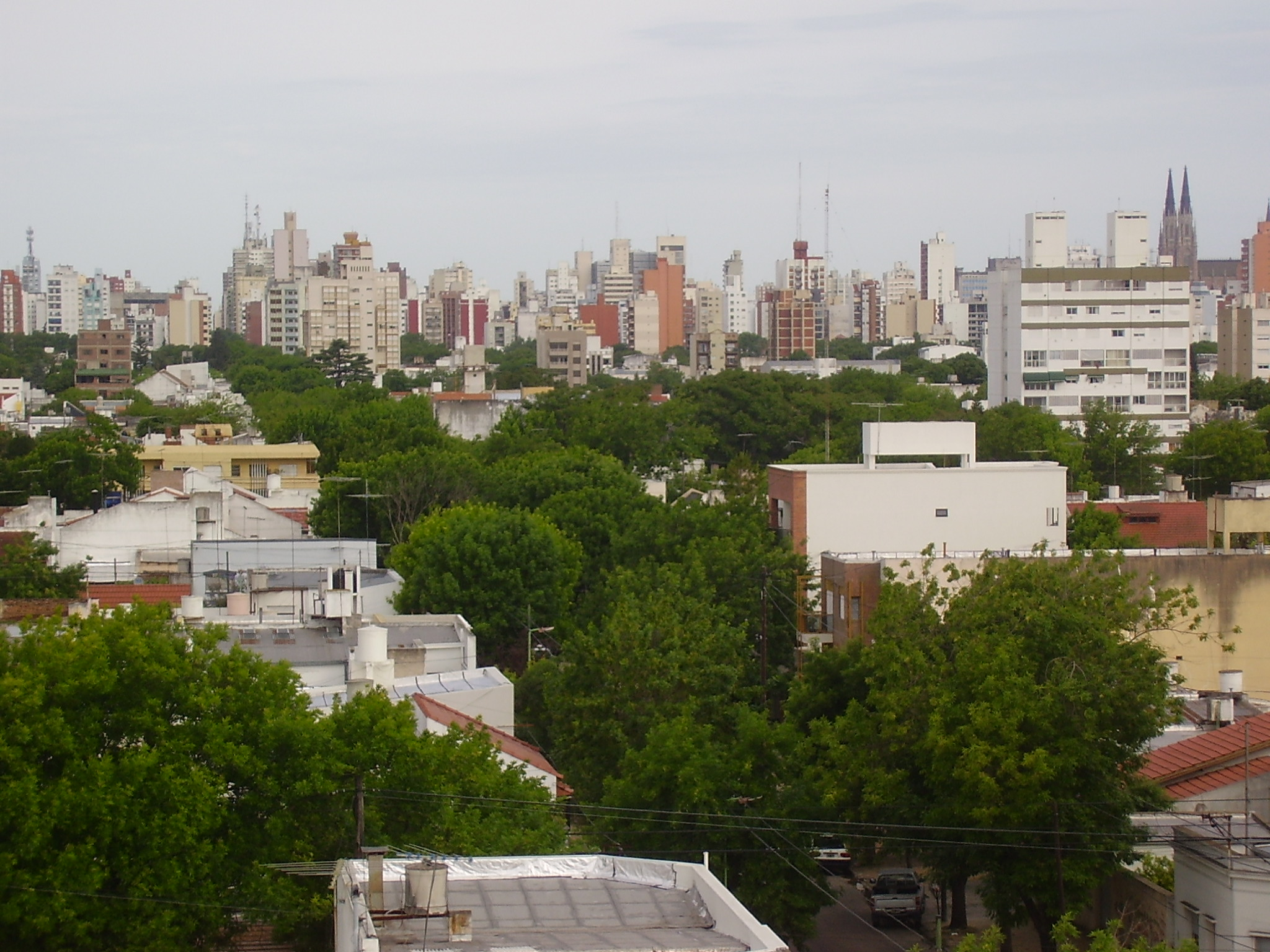
لا بلاتا

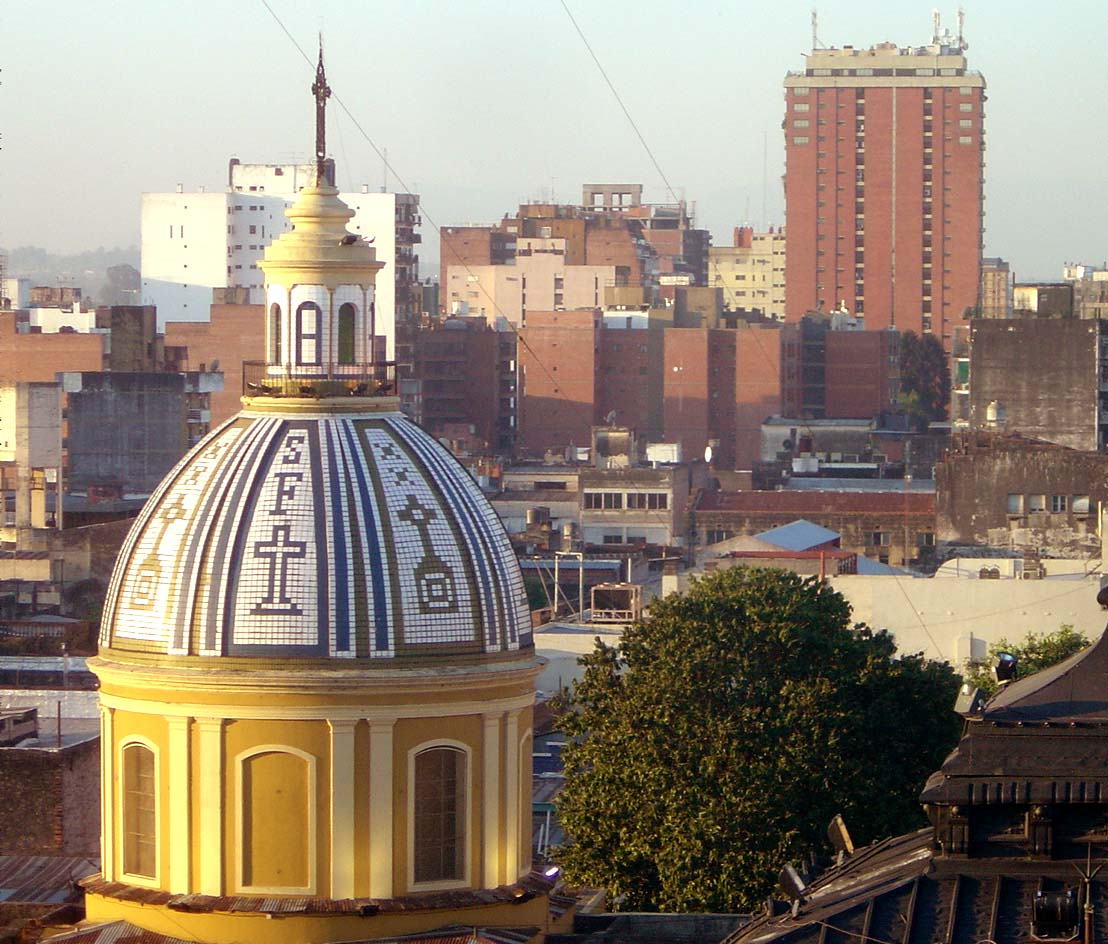
سان ميغيل دي توكومان

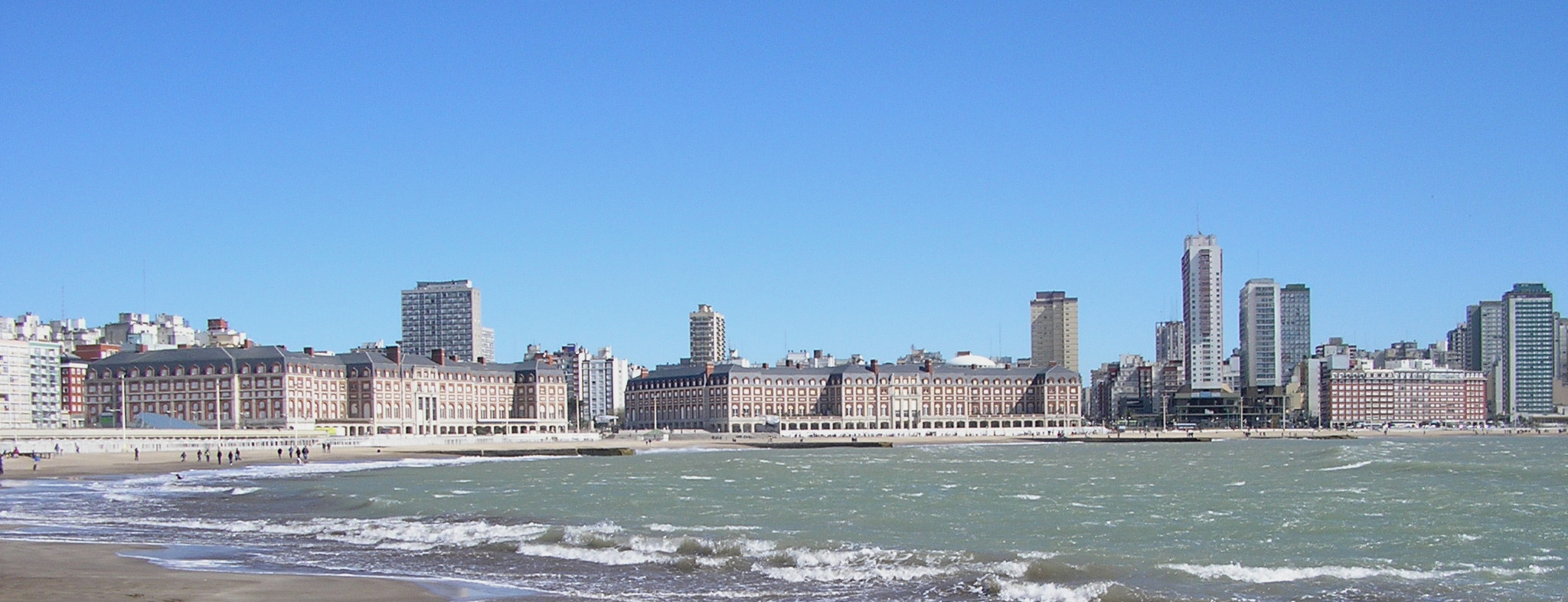
ماريه ديل بلاتا

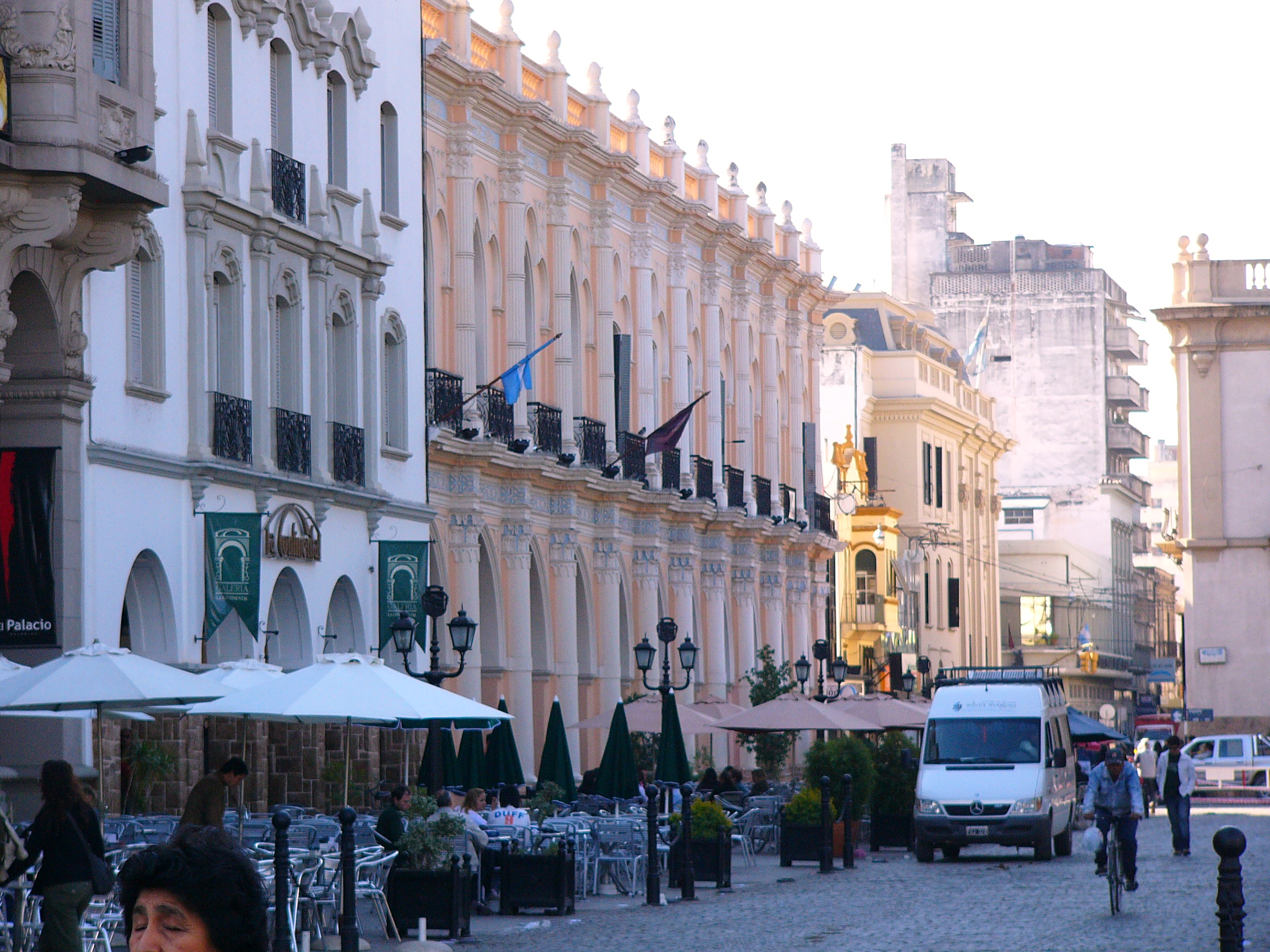
سالتا

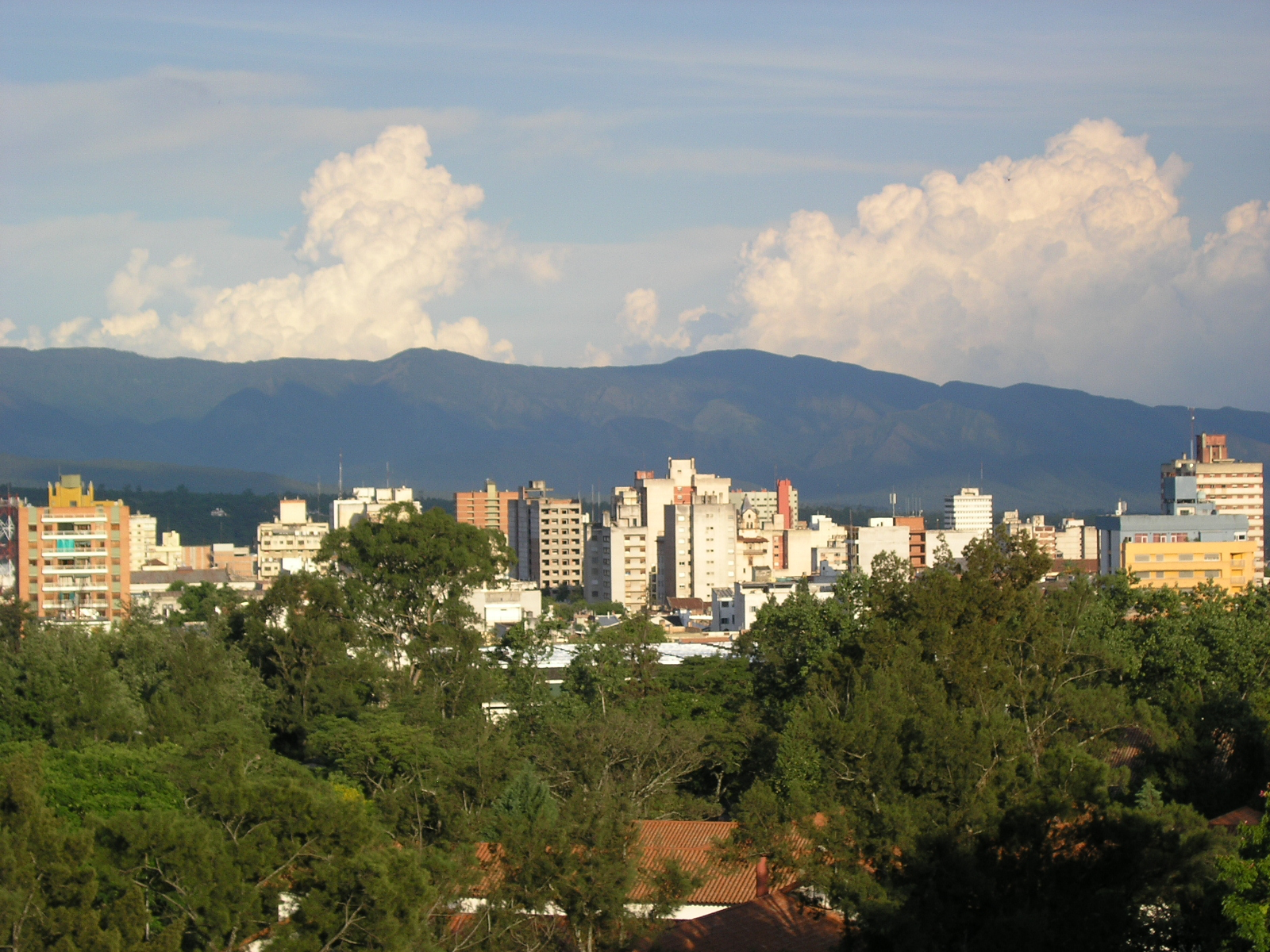
سان سلفادور دي خوخوي

| الترتيب | الاسم                         | التعداد السكاني                                             |
| ------- | ----------------------------- | ----------------------------------------------------------- |
| 1.      | بوينس آيرس                    | 2,776,138 ( تشمل بوينس آيرس [الإنجليزية] الكبرى 13,473,670) |
| 2.      | قرطبة (الأرجنتين)             | 1,613,211                                                   |
| 3.      | روساريو                       | 1,325,090                                                   |
| 4.      | مندوزا (الأرجنتين)            | 1,109,104                                                   |
| 5.      | لابلاتا                       | 957,800                                                     |
| 6.      | سان ميغيل دي توكومان          | 903,100                                                     |
| 7.      | ماريه ديل بلاتا               | 710,600                                                     |
| 8.      | سالتا (الأرجنتين)             | 556,400                                                     |
| 9.      | سانتا في                      | 524,300                                                     |
| 10.     | سان خوان (الأرجنتين)          | 512,407                                                     |
| 11.     | ريسيستينسيا                   | 452,800                                                     |
| 12.     | نيوكوين                       | 400,600                                                     |
| 13.     | سانتياغو ديل استيرو           | 397,200                                                     |
| 14.     | كورينتس                       | 342,400                                                     |
| 15.     | أفيلانيدا                     | 328,980                                                     |
| 16.     | باهيا بلانكا                  | 310,200                                                     |
| 17.     | سان سلفادور دي خوخوي (مدينة)  | 265,249                                                     |
| 18.     | كويلمس (مدينة)                | 230,810                                                     |
| 19.     | لانوس (مدينة)                 | 212,152                                                     |
| 20.     | كومودورو ريفادافيا (مدينة)    | 182,631                                                     |
| 21.     | كونكورديا، انتري ريوس (مدينة) | 171,200                                                     |

## قائمة المدن الأرجنتينية من 45,000 إلى 150,000 نسمة
هذه قائمة المحليات الأرجنتينية من 45,000 إلى 150,000 نسمة وفقا لبيانات INDEC تعداد عام 2001.
- مورينو (بوينس آيرس) (Buenos Aires) 149,317
- لا ريوخا (مدينة) (La Rioja) 146,418
- ريو كوارتو، قرطبة (مدينة) (Córdoba) 144,140
- سان فرناندو ديل فالي دي كاتاماركا (مدينة) (Catamarca) 140,741
- إيسيدرو كاسانوفا (Buenos Aires) 136,091
- ايتوزاينجو (Buenos Aires) 126,631
- سان نيكولاس دي لوس آرويوس (مدينة) (Buenos Aires) 125,408
- فلورنسيو فاريلا (Buenos Aires) 120,678
- سان خوان (الأرجنتين) (San Juan) 112,778
- لوماس دي ثامورا (Buenos Aires) 111,897
- تيمبيرلي (مدينة) (Buenos Aires) 111,660
- مندوزا (الأرجنتين) (Mendoza) 110,993
- مونتي غراندي (مدينة) (Buenos Aires) 110,241
- برنال (مدينة) (Buenos Aires) 109,914
- سان خوستو (بوينس آيرس) (Buenos Aires) 105,274
- كاستيلار (مدينة) (Buenos Aires) 104,019
- سان رافائيل، مندوزا (مدينة) (Mendoza) 104,782
- رفائيل كاستيلو (بوينس آيرس) (Buenos Aires) 103,992
- تريليو (مدينة) (Chubut) 103,305
- سانتا روزا، لا بامبا (مدينة) (La Pampa) 101,987
- تانديل (Buenos Aires) 101,010
- ليبرتاد (مقاطعة بوينس آيرس) (Buenos Aires) 100,476
- راموس ميخيا (مدينة) (Buenos Aires) 98,547
- فيلا مرسيدس، سان لويس (مدينة) (San Luis) 97,000
- لا باندا (مدينة) (Santiago del Estero) 95,142
- Trujui (Buenos Aires) 94,608
- مورون، بوينس آيرس (مدينة) (Buenos Aires) 92,725
- فيري ديل بينو [الإنجليزية] (Buenos Aires) 90,382
- كاسيروس (بوينس آيرس) (Buenos Aires) 90,313
- باريلوتشي (Río Negro) 90,000
- مايبو (مندوزا) (Mendoza) 89,433
- زاراتي، بوينس آيرس (مدينة) (Buenos Aires) 86,686
- بيورزاكو (مدينة) (Buenos Aires) 86,113
- بيريغامنيو (مدينة) (Buenos Aires) 85,487
- غراند بورغ (مدينة) (Buenos Aires) 85,159
- مونتي شينغولو (مدينة) (Buenos Aires) 85,060
- أولافاريا (مدينة) (Buenos Aires) 83,738
- فيلا كراوس (مدينة) (San Juan) 83,605
- رافاييلا (مدينة) (Santa Fe) 82,530
- جونين، مقاطعة بوينس آيرس (مدينة) (Buenos Aires) 82,427
- ريميديوس دي إسكالادا (مدينة) (Buenos Aires) 81,465
- لا تابلادا (مدينة) (Buenos Aires) 80,389
- ريو غاليغوس، سانتا كروز (مدينة) (Santa Cruz) 79,072
- كامبانا (مقاطعة بوينس آيرس) (Buenos Aires) 77,838
- بريسدنس روكي ساينز بينيا (مدينة) (Chaco) 76,377
- Rivadavia (San Juan) 75,950
- فلوريدا (بوينس آيرس) (Buenos Aires) 75,891
- Villa Madero (Buenos Aires) 75,582
- اوليفوس، بوينس آيرس (مدينة) (Buenos Aires) 75,527
- جيوليجياشو، انتري ريوس (مدينة) (Entre Ríos) 74,681
- فيلا جوبيرنادور غالفيز (مدينة) (Santa Fe) 74,658
- Villa Luzuriaga (Buenos Aires) 73,952
- بولوني سور مير (مدينة) (Buenos Aires) 73,496
- Chimbas (San Juan) 73,210
- سيوداديلا، بوينس آيرس (مدينة) (Buenos Aires) 73,155
- وخان دي كويو (مدينة) (Mendoza) 73,058
- إسبليت  [لغات أخرى]‏ (Buenos Aires) 72,557
- فيلا ماريا (Córdoba) 72,162
- جنرال روكا، ريو نيغرو (مدينة) (Río Negro) 69,602
- San Fernando (Buenos Aires) 69,110
- Ciudad Evita (Buenos Aires) 68,650
- فينادو تيورتو (مدينة) (Santa Fe) 68,508
- بيلا فيستا (بوينس آيرس) (Buenos Aires) 67,936
- لوخان، مقاطعة بوينس آيرس (مدينة) (Buenos Aires) 67,266
- وهران، سالتا (مدينة) (Salta) 66,579
- كيبوليتي (Río Negro) 66,472
- غويا، خيريز دي لا فرونتيرا (مدينة) (Corrientes) 66,462
- ريكونكيستا، سانتا في (مدينة) (Santa Fe) 66,187
- وايلد (بوينس آيرس) (Buenos Aires) 65,881
- مارتينيز (بوينس آيرس) (Buenos Aires) 65,859
- نيكوتشيا (Buenos Aires) 65,459
- دون توركواتو (مدينة) (Buenos Aires) 64,867
- Banda del Río Salí (Tucumán) 64,591
- كونسبسيون ديل أوروغواي (مدينة) (Entre Ríos) 64,538
- جنرال رودريغيز (مدينة) (Buenos Aires) 63,317
- Villa Tesei (Buenos Aires) 63,164
- سيوداد جاردين آيل يبرتادور (مدينة) (Buenos Aires) 61,780
- فيلا كارلوس باز (مدينة) (Córdoba) 60,900
- ساراندي (Buenos Aires) 60,725
- Villa Elvira (Buenos Aires) 59,476
- Villa Domínico (Buenos Aires) 58,824
- بيكار (مدينة) (Buenos Aires) 58,811
- سان فرانسيسكو، قرطبة (مدينة) (Córdoba) 58,588
- غليو (بوينس آيرس) (Buenos Aires) 57,878
- بويرتو مادرين (مدينة) (Chubut) 57,791
- بونتا ألتا (Buenos Aires) 57,296
- آيل بالومار (بوينس آيرس) (Buenos Aires) 57,146
- رافائيل كالسادا (مقاطعة بوينس آيرس) (Buenos Aires) 56,419
- تارتغال (Salta) 55,508
- سان بيدرو دي خوخوي (مدينة) (Jujuy) 55,084
- بيلين دي اسكوبار (مدينة) (Buenos Aires) 55,054
- ماريانو أكوستا (مقاطعة بوينس آيرس) (Buenos Aires) 54,081
- سان فرانسيسكو سولانو (مدينة) (Buenos Aires) 53,363
- لوس بولفورينيس (مدينة) (Buenos Aires) 53,354
- أزول، مقاطعة بوينس آيرس (مدينة) (Buenos Aires) 53,054
- تشيفيلكوي (مدينة) (Buenos Aires) 52,938
- لوماس ديل ميرادور (مدينة) (Buenos Aires) 52,971
- ريو غراندي، تييرا ديل فويغو (مدينة) (Tierra del Fuego) 52,786
- غرنيكا (بوينس آيرس) (Buenos Aires) 52,529
- جينرال بيكو (مدينة) (La Pampa) 52,414
- مرسيدس، مقاطعة بوينس آيرس (مدينة) (Buenos Aires) 51,967
- Bosques (Buenos Aires) 51,663
- اوبيرا (مدينة) (Misiones) 51,681
- بارانكيوراس (مدينة) (Chaco) 50,738
- يربا بوينا (توكومان)/Marcos Paz (Tucumán) 50,057
- Villa Centenario (Buenos Aires) 49,737
- سان مارتين (مندوزا) (Mendoza) 49,491
- Gobernador Julio A. Costa (Buenos Aires) 49,291
- وليام جيم موريس (بوينس آيرس) (Buenos Aires) 48,916
- El Jagüel (Buenos Aires) 48,781
- Villa Mariano Moreno/كولمينار (Tucumán) 48,655
- الدورادو (ميسيونيس) (Misiones) 47,794
- لونغ تشامبز (بوينس آيرس) (Buenos Aires) 47,622
- كلوريندا، فورموزا (مدينة) (Formosa) 46,884
- فيدما (Río Negro) 46,767
- كونسبسيون، توكومان (مدينة) (Tucumán) 46,194
- تريس آرويوس (مدينة) (Buenos Aires) 45,986
- أوشوايا (Tierra del Fuego) 45,205
- سان إيسيدرو (بوينس آيرس) (Buenos Aires) 45,190
- Palpala (Jujuy) 45,077

## الترتيب الأبجدي للمحافظة

### بوينس آيرس (محافظة)
- لابلاتا
- أدولفو غونزاليس تشافيس، بوينس آيرس  [لغات أخرى]‏
- اليخاندرو كورن
- ألميرانتي براون  [لغات أخرى]‏
- أمريكا
- الشعاب المرجانية [الإنجليزية]
- أفيلانيدا
- أزول، مقاطعة بوينس آيرس (مدينة)
- باهيا بلانكا
- بالكارسي (مقاطعة بوينس آيرس)
- بانفيلد، بوينس آيرس (مدينة)
- بيكار (مدينة)
- بينيتو خواريز
- بيرازاتيغي
- بيريسو (مدينة)
- براغدو (مدينة)
- بيورزاكو (مدينة)
- كامبانا (مقاطعة بوينس آيرس)
- كاريلو
- كارمن دي Areco  [لغات أخرى]‏
- كارمن دي Patagones  [لغات أخرى]‏
- تشاكابوكو، بوينس آيرس  [لغات أخرى]‏
- تشيفيلكوي (مدينة)
- سيوداديلا، بوينس آيرس (مدينة)
- سيوداد ديل بالومار حديقة وماس  [لغات أخرى]‏
- كولونيا ابين  [لغات أخرى]‏
- كورونيل مارتينيز دي هوز  [لغات أخرى]‏
- كورونيل برينجلز  [لغات أخرى]‏
- دولوريس [الإنجليزية]
- آيل بالومار (بوينس آيرس)
- جون خليج صغير  [لغات أخرى]‏
- إيزيزا (بوينس آيرس)
- فلوريدا (بوينس آيرس)
- الفير العام  [لغات أخرى]‏
- عام لاس هيراس  [لغات أخرى]‏
- لافال العام  [لغات أخرى]‏
- جنرال رودريغيز (مدينة)
- فيليغاس عامة  [لغات أخرى]‏
- Guaminí
- هرلينغام، بوينس آيرس (مدينة)
- Ingeniero Maschwitz
- ايتوزاينجو
- خوسيه سي. باز (بوينس آيرس)
- جونين، مقاطعة بوينس آيرس (مدينة)
- La Lucila
- لانوس (مدينة)
- Las Flores
- Leandro N. Alem
- لوبوس
- لوماس دي ثامورا
- لوخان، مقاطعة بوينس آيرس (مدينة)
- ماريه ديل بلاتا
- مارتينيز (بوينس آيرس)
- ميرلو، بوينس آيرس (مدينة)
- Miramar
- مونتي غراندي (مدينة)
- مورون، بوينس آيرس (مدينة)
- مونرو (بوينس آيرس)
- نيكوتشيا
- نويفا دي خوليو (مقاطعة بوينس آيرس)
- أولافاريا (مدينة)
- اوليفوس، بوينس آيرس (مدينة)
- باركي سان مارتين (مقاطعة بوينس آيرس)
- Pehuajó
- بيريغامنيو (مدينة)
- Pigüé
- بيلار، مقاطعة بوينس آيرس (مدينة)
- بينامار
- رافائيل كالسادا (مقاطعة بوينس آيرس)
- كويلمس (مدينة)
- سان انطونيو دي بادوا (مدينة)
- سان نيكولاس دي لوس آرويوس (مدينة)
- سان فرناندو
- سان إيسيدرو (بوينس آيرس)
- سان خوستو (بوينس آيرس)
- سان ميغيل ديل مونتي  [لغات أخرى]‏
- سان نيكولاس دي لوس آرويوس (مدينة)
- الأماكن المقدسة
- ساراندي
- تانديل
- تيغري (مقاطعة بوينس آيرس)
- ترينكيو لايكيون (مدينة)
- تريس آرويوس (مدينة)
- تريس دي Febrero  [لغات أخرى]‏
- فالنتين ألسينا (بوينس آيرس)
- فيلا جيزيل [الإنجليزية]
- فيلا Fiorito  [لغات أخرى]‏
- فيلا مارتيلي  [لغات أخرى]‏
- فيلا مرسيدس، سان لويس (مدينة)
- زاراتي، بوينس آيرس (مدينة)

### كاتاماركا (محافظة)
- سان فرناندو ديل فالي دي كاتاماركا (مدينة)
- أندالجالا (مدينة)
- مشهد المهد  [لغات أخرى]‏
- سان ايسيدرو  [لغات أخرى]‏
- سانتا ماريا
- Saujil
- تينوغاستا [الإنجليزية]

### محافظة تشاكو
- ريسيستينسيا
- بارانكيوراس (مدينة)
- خوان خوسيه كاستيلي، تشاكو  [لغات أخرى]‏
- شاراتا (مدينة)
- الجنرال خوسيه دي سان مارتين (شاكو)
- General Pinedo
- بريسدنس روكي ساينز بينيا (مدينة)
- Villa Ángela

### تشوبوت (محافظة)
- روسون، تشوبوت (مدينة)
- كومودورو ريفادافيا (مدينة)
- Dolavon
- آيسكيول (مدينة)
- Gaiman
- بويرتو مادرين (مدينة)
- بويرتو بيراميديس
- رادا تيلي  [لغات أخرى]‏
- سارمينتو
- تريليو (مدينة)
- Trevelin

### قرطبة (محافظة)
- قرطبة (الأرجنتين)
- ألتا غراسيا (مدينة)
- أرياس
- Arroyito
- بيل فيل (مدينة)
- القنوات
- كابيلا ديل مونتي  [لغات أخرى]‏
- Colonia Caroya
- كوسكيون (قرطبة)
- كروز ديل EJE  [لغات أخرى]‏
- Ischilín
- جيمس كريك
- خيسوس ماريا (قرطبة)
- لا كارلوتا
- قمة
- لا Cumbrecita  [لغات أخرى]‏
- لا الدا  [لغات أخرى]‏
- ابولاي (قرطبة)
- لاغونا ارغا  [لغات أخرى]‏
- قضبان
- أسود
- Levalle
- مينا كلافيرو  [لغات أخرى]‏
- ميرامار
- قذائف الهاون
- Oncativo
- Quilino
- ريو كوارتو، قرطبة (مدينة)
- ريو سيغوندو  [لغات أخرى]‏
- ريو Tercero
- سان فرانسيسكو ديل Chañar  [لغات أخرى]‏
- سان فرانسيسكو، قرطبة (مدينة)
- سانتا روزا دي Calamuchita  [لغات أخرى]‏
- Tanti
- Unquillo
- Valle Hermoso
- فيكوينا مكينا
- فيلا كارلوس باز (مدينة)
- فيلا كورا Brochero  [لغات أخرى]‏
- فيلا ديل Totoral  [لغات أخرى]‏
- فيلا بلغرانو العام  [لغات أخرى]‏
- فيلا ماريا

### محافظة كوريينتس
- كورينتس
- الفير [الإنجليزية]
- بيلا فيستا
- Curuzú Cuatiá
- مبلط
- زاوية
- محافظ Virasoro  [لغات أخرى]‏
- غويا، خيريز دي لا فرونتيرا (مدينة)
- Itatí
- Ituzaingó
- باسو دي لوس ليبريس [الإنجليزية]
- سانتو تومي
- صلاح الدين
- سانت لوسيا
- Sauce

### إنتري ريوس (محافظة)
- بارانا، انتري ريوس (مدينة)
- Basavilbaso
- Chajarí
- كولومبوس
- كونسبسيون ديل أوروغواي (مدينة)
- كونكورديا، انتري ريوس (مدينة)
- مجعد  [لغات أخرى]‏
- الماس
- اتحاد [الإنجليزية]
- Gualeguay [الإنجليزية]
- جيوليجياشو، انتري ريوس (مدينة)
- La Paz
- اروك
- يبرتادور سان مارتن
- Puiggari
- سان خوسيه
- Urdinarrain
- فيكتوريا
- فيلا إليسا  [لغات أخرى]‏
- Villa Paranacito
- Villaguay

### محافظة فورموزا
- فورموزا
- كلوريندا، فورموزا (مدينة)
- Ibarreta
- لاس لوميتاس [الإنجليزية]
- بويرتو بلكومايو

### خوخوي (محافظة)
- سان سلفادور دي خوخوي (مدينة)
- جنرال سان مارتن [الإنجليزية]
- هوماهواكا [الإنجليزية]
- La Quiaca
- سان بيدرو دي خوخوي (مدينة)
- Tilcara

### لا بامبا (محافظة)
- سانتا روزا، لا بامبا (مدينة)
- إدواردو كاستكس  [لغات أخرى]‏
- جينرال بيكو (مدينة)
- Guatraché
- Macachín
- Realicó
- Santa Isabel

### لا ريوخا (محافظة)
- لا ريوخا (مدينة)
- Aimogasta
- أنيلاكو [الإنجليزية]
- Chepes
- تشليسيتو
- El Chamical
- Famatina
- Patquía
- Villa Unión

### محافظة مندوزا
- مندوزا
- الفير العام  [لغات أخرى]‏
- جودوي كروز  [لغات أخرى]‏
- سلام [الإنجليزية]
- وخان دي كويو (مدينة)
- Malargüe
- Palmira
- انكا بريدج  [لغات أخرى]‏
- بونتا دي فاكاس  [لغات أخرى]‏
- ريفادافيا
- سان مارتين (مندوزا)
- سان رافائيل، مندوزا (مدينة)
- تونوياني [الإنجليزية]
- Tupungato
- قرية أوسبالاتا [الإنجليزية]

### ميسيونس (محافظة)
- بوساداس، ميسيونيس (مدينة)
- اندريسيتو
- الرسل
- برناردو دي ايروغيين  [لغات أخرى]‏
- Candelaria
- الدورادو (ميسيونيس)
- Montecarlo
- اوبيرا (مدينة)
- بويرتو جواسيو

### نيوكوين (محافظة)
- نيوكوين
- Aluminé
- Centenario
- Chos Malal
- Cutral شركة [الإنجليزية]
- جونين دي لوس أندس  [لغات أخرى]‏
- ونكوبي
- Piedra del Águila
- Plottier
- سان مارتين دي لوس أندس  [لغات أخرى]‏
- فيلا لا أنجوستورا  [لغات أخرى]‏
- زابالا

### ريو نيغرو (محافظة)
- فيدما
- شويل شويل [الإنجليزية]
- كيبوليتي
- El Bolsón
- جنرال روكا، ريو نيغرو (مدينة)
- Ingeniero Jacobacci
- سان أنطونيو أويستي [الإنجليزية]
- باريلوتشي
- Sierra Grande
- Villa Regina

### سالتا (محافظة)
- سالتا (الأرجنتين)
- Cachi
- Cafayate
- جويميس العامة  [لغات أخرى]‏
- سلفادور مازا
- سان انطونيو دي لوس Cobres  [لغات أخرى]‏
- وهران، سالتا (مدينة)
- تارتغال
- وهران، سالتا (مدينة)

### سان خوان (محافظة)
- سان خوان (الأرجنتين)
- Calingasta
- Caucete
- San José de Jáchal
- فيلا وسائل الإعلام أغوا
- زوندا
- Albardón
- 9 de Julio
- فيلا Krawse
- فيلا باولا ألباراسين دي سارمينتو  [لغات أخرى]‏
- Aberastain

### سان لويس (محافظة)
- سان لويس (مدينة)
- Merlo
- لا بونتا
- سان فرانسيسكو ديل مونتي دي أورو  [لغات أخرى]‏
- Trapiche
- فيلا مرسيدس، سان لويس (مدينة)

### محافظة سانتا كروز (الأرجنتين)
- قائد لويس بيدرابوينا  [لغات أخرى]‏
- بويرتو سانتا كروز  [لغات أخرى]‏
- كاليتا أوليفيا
- الكالافات
- إل تشالتين
- محافظ غريغوريس [الإنجليزية]
- القدماء
- بيكو Truncado  [لغات أخرى]‏
- بورتو ديسادو [الإنجليزية]
- بويرتو سان خوليان [الإنجليزية]
- ريو غاليغوس، سانتا كروز (مدينة)
- ريو توربيو  [لغات أخرى]‏

### سانتا في (محافظة)
- سانتا في
- كانيادا دي غوميز [الإنجليزية]
- كارلوس بيليجريني
- Coronda
- Esperanza
- فونيس [الإنجليزية]
- الحدود
- رافاييلا (مدينة)
- ريكونكيستا، سانتا في (مدينة)
- روزاريو
- روفينو [الإنجليزية]
- سان كارلوس سنترو  [لغات أخرى]‏
- سان لورينزو
- سانتو تومي
- صلصة فيجو  [لغات أخرى]‏
- سونتشاليز
- فينادو تيورتو (مدينة)
- فيلا كاناس [الإنجليزية]
- فيلا كونستيتسيون  [لغات أخرى]‏

### محافظة سانتياغو ديل استيرو
- سانتياغو ديل استيرو
- أناتويا [الإنجليزية]
- فرياس، سانتياغو ديل استيرو  [لغات أخرى]‏
- إيسكا ياكو  [لغات أخرى]‏
- لا باندا
- لوريتو
- ريو هوندو

### أرض النار
- أوشوايا
- ريو غراندي، تييرا ديل فويغو (مدينة)
- Tolhuin

### توكومان (محافظة)
- سان ميغيل دي توكومان
- Aguilares
- باندا ديل ريو سالي
- كونسبسيون، توكومان (مدينة)
- Famaillá
- خلية
- Monteros
- Simoca
- تافي ديل فالي  [لغات أخرى]‏
- تافي فيجو
- يربا بوينا (توكومان)

## للقراءة
- Thomas A. Rumney (2013). "Argentina: Urban Geography". Geography of South America: a Scholarly Guide and Bibliography. Scarecrow Press. ISBN:978-0-8108-8635-3.

## وصلات خارجية
- Population of world cities at Archive.is (نسخة محفوظة 2012-12-10)| - المدن - المناخ - البيئة [لغات أخرى]‏ - Extreme points [لغات أخرى]‏ - الحيونات - النباتات - الجزر - الجبال - الحدائق الوطنية [لغات أخرى]‏ - المناطق - الأنهار |

| - كيان إداري إقليمي في الأرجنتين [لغات أخرى]‏ - الدستور - الانتخابات - علاقات الأرجنتين الخارجية - الحكومة - حقوق الإنسان - القانون - تطبيق القانون في الأرجنتين [لغات أخرى]‏ - القوات المسلحة لجمهورية الأرجنتين - National Congress [لغات أخرى]‏ - الأحزاب السياسية - الرئيس - المحكمة العليا |

| - الزراعة - المصرفية - المصرف المركزي - الاتصالات - التاريخ الاقتصادي - التجارة الخارجية للأرجنتين - بيزو أرجنتيني - العلوم والتكنولوجيا في الأرجنتين [لغات أخرى]‏ - سوق الأوراق المالية - الضرائب - السياحة في الأرجنتين - النقل [لغات أخرى]‏ |

| - الفساد - الجريمة - التركيبة السكانية - المجموعات الإثنية [لغات أخرى]‏ - التعليم - الرعاية الصحية - اللغات - الدين - إمداد المياه والصرف الصحي - المرأة | |
| الثقافة | - العمارة - السينما - المطبخ - Humor - الأداب - الموسيقى - رموز الأرجنتين الوطنية [لغات أخرى]‏ - الجرائد - التصوير - العطلات الرسمية - المذياع - الرياضة - التلفزيون - Viveza criolla |